# Äggpickning

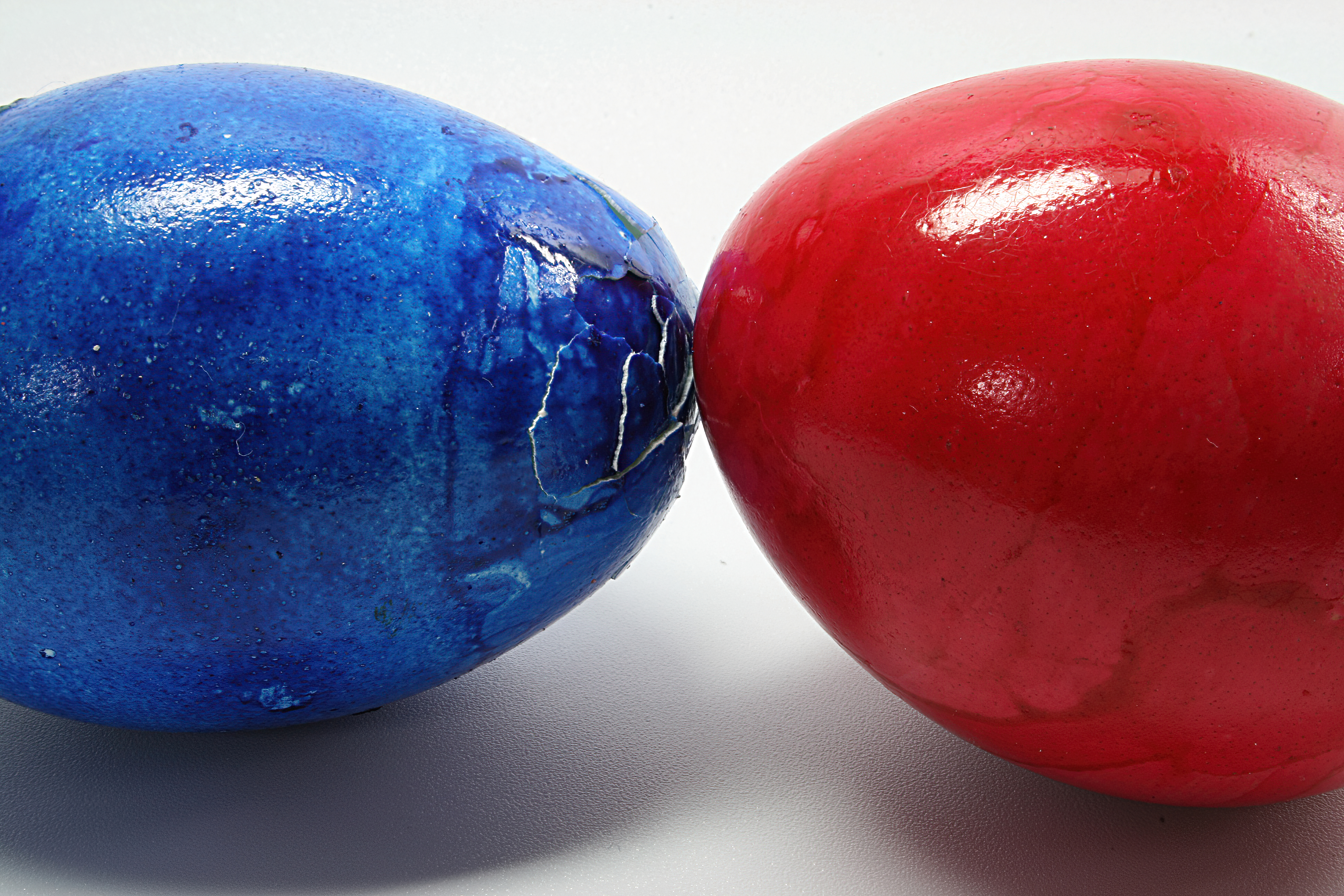
Två färgade äggpickningsägg.

Äggpickning eller äggknackning är en tävlingslek för två eller flera deltagare som traditionellt leks i samband med påsken. Leken har anor från 1400-talets Polen, men förekommer idag i stora delar av Nord-, Central- och Östeuropa men även på vissa håll utanför Europa.

## Historia
Ägget är en symbol för återfödelse som infördes av tidiga kristna som en symbol för Jesu uppståndelse vid påsk.
Under medeltiden utövade man äggpickning i Europa. Utövningen sägs ha spelat en viktig roll i 1300-talets Zagreb i samband med påskfestivalen. En studie i folktro citerar en tidig 1400-talsreferens i Polen.
Jean Chardin, en fransk resenär till det safavidiska Persien berättar att kung Shah Abbas brukade leka äggpickning med barnen på Isfahans gator i samband med persiska nyåret, nouruz. 
I Nordamerika har äggpickning observerats av en brittisk krigsfånge, Thomas Anbury, i Frederick Town i Maryland den 11 juli 1781 under det Amerikanska frihetskriget. Den lokala seden vid denna tid var att färga äggen med Kampeschträd för att ge dem en röd färg, vilket enligt Anburys observation gav dem "stor styrka".
I mitten av 1900-talet ägnade en nyhetstidning från Baltimore i Maryland, The Evening Sun, en redaktionskolumn åt att diskutera gatuförsäljares rop, ritualer och tekniker för spelet.

## Tradition i Sverige
Äggpickning (dialektalt "äggapickning") är en gammal tradition på Österlen och förekommer fortfarande där. I gryningen på påskdagens morgon samlas man på Bornholmskajen i Simrishamn och pickar ägg.
Nu för tiden förekommer äggpickning även på andra håll i landet och flera skolor anordnar äggpickningstävlingar.

## Regler
Leken går ut på att knacka/picka toppen av sitt oskalade ägg mot motståndarens. Äggen brukar vara färgade eller målade för att lättare kunna identifieras. Den som längst lyckas undvika en skada på ägget vinner. Ibland erhåller vinnaren förlorarens trasiga ägg.
Man tävlar en mot en. Vinnarna brukar gå vidare till nästa omgång, medan förlorarna blir utslagna ur tävlingen. Leken fortgår tills en deltagare står som slutlig vinnare. Äggen bör vara hårdkokta för att inte innehållet ska rinna ut och får inte vara preparerade eller skadade före tävling. Ofta kontrolleras detta av en tävlingsdomare innan tävlingen börjar.